# تورما
تورما (به لاتین: Tõrremäe) یک روستا در استونی است که در دهستان راکوره واقع شده‌است.